# بينينسيولا بيفرلي هيلز
بينينسيولا بيفرلي هيلز هو فندق خمس نجوم فاخر يقع على تقاطع ويلشاير بوليفارد وبوليفارد سانت مونيكا. الفندق جزء من مجموعة فنادق بينينسيولا، والتي هي جزء من مجموعة فنادق هونغ كونغ وشنغهاي المحدودة. فندق بينينسيولا بيفرلي هيلز هو الفندق الثاني من سلسلة بينينسيولا يفتتح في الولايات المتحدة، بعد بينينسيولا نيويورك والذي افتتح قبله بثلاث سنوات عام 1988. في 2015 نال الفندق جائزة AAA Five Diamond للسنة ال22 على التوالي في حين فاز مطعم بلفيدير لـ20 على التوالي. في الوقت الحاضر مطعم بلفيدير هو المطعم الوحيد في لوس أنجلوس الذي نال هذه الجائزة. عندما افتتح الفندق عام 1991 كان أول فندق فاخر ينشأ في بيفرلي هيلز منذ 20 عاما.